# Tiếng Hán trung cổ
Tiếng Hán trung cổ (giản thể: 中古汉语; phồn thể: 中古漢語; Hán-Việt: Trung Cổ Hán Ngữ; bính âm: Zhōnggǔ Hànyǔ) là một dạng tiếng Trung Quốc trong lịch sử, được dùng trong cuốn Thiết Vận, một từ điển vần (vận thư) phát hành lần đầu tiên năm 601 với nhiều lần chỉnh sửa sau đó. Nhà ngôn ngữ học Thuỵ Điển Bernard Karlgren tin rằng từ điển này ghi nhận tiếng nói người dân Trường An thời nhà Tuỳ-Đường. Tuy nhiên, dựa trên nghiên cứu mới đây hơn về Thiết Vận, hầu hết học giả nay đều cho rằng dạng tiếng Trung trong cuốn sách là một dạng "lai" về cách phát âm giữa tiếng Trung miền Bắc và Nam vào cuối thời Nam-Bắc triều. Hệ thống này cho ta những thông tin quan trọng giúp phục dựng tiếng Trung thượng cổ thời kỳ trước đó.
Phương thức phiên thiết dùng để chỉ ra cách phát âm trong từ điển, dù có cải tiến hơn so với phương pháp trước đó nhưng vẫn còn sai sót. Cuốn Vận Kính (thế kỷ XII) và những vận đồ khác cho thấy cách trau chuốt và thuận tiện hơn so với cách thức trong Thiết Vận. Các vận đồ còn cho biết về một số biến âm xuất hiện trong mấy thế kỷ sau khi Thiết Vận ra đời. Các nhà ngôn ngữ học Tây phương còn gọi tiếng Trung trong Thiết Vận là tiếng Hán trung cổ sơ kỳ (Early Middle Chinese), các vận đồ gọi đó là tiếng Hán trung cổ hậu kỳ (Late Middle Chinese).
Từ điển và vận đồ chỉ mô tả cách phát âm "tương đối" chứ không chỉ ra cách phát âm chính xác. Karlgren là người đầu tiên phục dựng cách phát âm tiếng Trung trung đại, bằng cách so sánh phát âm trong các dạng tiếng Trung hiện đại cũng như phát âm từ gốc Hán trong tiếng Nhật, tiếng Triều Tiên, tiếng Việt. Nhiều học giả khác cũng tự mình phục dựng tiếng Trung Quốc trung đại bằng phương pháp tương tự.
Hệ thống trong Thiết Vận thường được dùng làm bản mẫu trong nghiên cứu, ghi chép các dạng tiếng Trung hiện đại. Những nhánh như Quan thoại (gồm tiếng Trung Quốc tiêu chuẩn, dựa trên tiếng nói ở Bắc Kinh), Quảng Đông (Việt) (gồm tiếng Quảng Châu), Ngô (gồm tiếng Thượng Hải) đều có thể coi là bắt nguồn từ tiếng Trung trung đại. Việc nghiên cứu tiếng Trung trung đại còn giúp việc nghiên cứu Cựu Thể thi được chuyên sâu hơn, chẳng hạn trong nghiên cứu thơ Đường,...
| Số thứ tự | Chữ Hán | Bắc Kinh | Tô Châu | Quảng Châu | Từ Hán-Việt | Từ Hán-Triều | Ngô âm    | Hán âm    | Từ phục chế |
| --------- | ------- | -------- | ------- | ---------- | ----------- | ------------ | --------- | --------- | ----------- |
| 1         | 一      | yī       | iɤʔ7    | jat1       | nhất        | il           | ichi      | itsu      | ʔjit        |
| 2         | 二      | èr       | ɲi6     | ji6        | nhị         | i            | ni        | ji        | nyijH       |
| 3         | 三      | sān      | sɛ1     | saam1      | tam         | sam          | san       | san       | sam         |
| 4         | 四      | sì       | sɨ5     | sei3       | tứ          | sa           | shi       | shi       | sijH        |
| 5         | 五      | wǔ       | ŋ6      | ng5        | ngũ         | o            | go        | go        | nguX        |
| 6         | 六      | liù      | loʔ8    | luk6       | lục         | ryuk         | roku      | riku      | ljuwk       |
| 7         | 七      | qī       | tsʰiɤʔ7 | cat1       | thất        | chil         | shichi    | shitsu    | tshit       |
| 8         | 八      | bā       | poʔ7    | baat3      | bát         | phal         | hachi     | hatsu     | pɛt         |
| 9         | 九      | jiǔ      | tɕiøy3  | gau2       | cửu         | kwu          | ku        | kyū       | kjuwX       |
| 10        | 十      | shí      | zɤʔ8    | sap6       | thập        | sip          | jū < jiɸu | jū < jiɸu | dzyip       |